# Medalla d'Honor i Gratitud de l'Illa de Mallorca
La Medalla d'Honor i Gratitud de l'Illa de Mallorca és una distinció honorífica que concedeix el Consell Insular de Mallorca. Es pot lliurar tant a persones físiques com jurídiques. Consisteix en una medalla d'or amb l'escut del Consell de Mallorca en l'anvers, amb la llegenda Medalla d'honor i gratitud i l'any de concessió en el revers. A més, es lliura un diploma personalitzat en el qual hi figuren els mèrits reconeguts per a la concessió. Originalment, la distinció s'anomenava Medalla d'Or del Consell de Mallorca i el 2018 es canvià al nom actual.
Les medalles es concedeixen simultàniament amb els Premis Jaume II (des de la seva creació, el 2006) i els títols de Fill Predilecte i Fill Adoptiu. Tradicionalment, la cerimònia de concessió s'ha celebrat durant els actes de la Diada de Mallorca, que es va celebrar el 12 de setembre fins 2016. Amb el trasllat de la festivitat al 31 de desembre les distincions s'imposen el 24 d'abril, independentment de la Diada.

## Llista de premiats
| Any         | Premiats                                                                                 | Mèrits                                                                                    |
| ----------- | ---------------------------------------------------------------------------------------- | ----------------------------------------------------------------------------------------- |
| 1985        | Bartomeu Calatayud Cerdà (*)                                                             | Guitarrista i compositor                                                                  |
| 1985        | Miquel Capllonch Rotger (*)                                                              | Compositor                                                                                |
| 1985        | Antoni Martorell Miralles                                                                | Músic i pedagog                                                                           |
| 1985        | Antoni Matheu i Mulet                                                                    | Compositor i organista                                                                    |
| 1985        | Baltasar Samper Marquès (*)                                                              | Compositor                                                                                |
| 1985        | Joan Maria Thomàs i Sabater (*)                                                          | Compositor i organista                                                                    |
| 1986 – 1990 | No concedida                                                                             |                                                                                           |
| 1991        | Gabriel Alomar i Esteve                                                                  | Arquitecte i urbanista                                                                    |
| 1992 – 1999 | No concedida                                                                             |                                                                                           |
| 2000        | Josep Melià Pericàs (*)                                                                  | Polític i escriptor                                                                       |
| 2000        | Bartomeu Mulet Ramis                                                                     | Historiador                                                                               |
| 2000        | Pere Antoni Serra Bauzà                                                                  | Empresari                                                                                 |
| 2000        | Guillem Timoner Obrador                                                                  | Esportista                                                                                |
| 2001 (**)   | Josep Amengual Domingo                                                                   | Esportista                                                                                |
| 2001 (**)   | Anthony Bonner                                                                           | Lul·lista i traductor                                                                     |
| 2001 (**)   | Antònia Buades Vallespir                                                                 | Cantadora                                                                                 |
| 2001 (**)   | Joan Veny Clar                                                                           | Filòleg i lingüista                                                                       |
| 2002        | No varen adjudicar-se enguany. S'entregaren les concedides el 2001.                      |                                                                                           |
| 2003        | No varen adjudicar-se enguany                                                            |                                                                                           |
| 2004        | Llorenç Antich Trobat, Móra (*)                                                          | Glossador                                                                                 |
| 2004        | Llorenç Borràs De Riquer                                                                 | Artista                                                                                   |
| 2004        | Pere Capellà Roca, Mingo Revulgo (*)                                                     | Dramaturg, poeta i glossador                                                              |
| 2004        | Guillem Colom Casasnovas (*)                                                             | Geòleg                                                                                    |
| 2004        | Guillem Colom Ferrà (*)                                                                  | Escriptor i poeta                                                                         |
| 2004        | Jaume Company Salom                                                                      | Folklorista                                                                               |
| 2004        | Adán Diehl (*)                                                                           | Promoció de Mallorca                                                                      |
| 2004        | Andreu Ferret Sobral                                                                     | Periodista                                                                                |
| 2005        | Enric Alzamora i Gomà (*)                                                                | Empressari i periodista                                                                   |
| 2005        | Maria del Mar Bonet Verdaguer                                                            | Cantant                                                                                   |
| 2005        | Josep Buades i Costa                                                                     | Empresari i promotor esportiu                                                             |
| 2005        | Antoni Caimari Alomar                                                                    | Compositor                                                                                |
| 2005        | Bartomeu Català Barceló                                                                  | Fundador de Projecte Home                                                                 |
| 2005        | Josep Costa Ferrer, Picarol                                                              | Dibuixant                                                                                 |
| 2005        | Josep Pinya Bonnín                                                                       | Galerista                                                                                 |
| 2005        | Carme Riera Guilera                                                                      | Escriptora                                                                                |
| 2005        | Álvaro Santamaría Arández                                                                | Historiador                                                                               |
| 2005        | Societat d'Història Natural de les Balears (SHNB)                                        |                                                                                           |
| 2006        | Jorge Dezcallar de Mazarredo                                                             | Diplomàtic                                                                                |
| 2006        | Rafael Nadal                                                                             | Esportista                                                                                |
| 2006        | Elena Gómez                                                                              | Esportista                                                                                |
| 2007        | Josep Coll Bardolet (*)                                                                  | Pintor                                                                                    |
| 2007        | Joan Llaneras                                                                            | Esportista                                                                                |
| 2007        | Baltasar Porcel Pujol                                                                    | Escriptor                                                                                 |
| 2007        | Joventuts Musicals de Palma                                                              | Cor musical                                                                               |
| 2008        | Simó Andreu Trobat                                                                       | Actor                                                                                     |
| 2008        | Dionís Bennàssar Mulet                                                                   | Pintor                                                                                    |
| 2008        | Joan Olives Mercadal (*)                                                                 | Restaurador i empresari de cinema                                                         |
| 2008        | Joan Valls Aguiló (*)                                                                    | Actor                                                                                     |
| 2008        | Cor del Teatre Principal                                                                 |                                                                                           |
| 2008        | Editorial Moll                                                                           |                                                                                           |
| 2009        | Josep Massot i Muntaner                                                                  | Historiador i assatgista                                                                  |
| 2009        | Jaume Santandreu Sureda                                                                  | Escriptor                                                                                 |
| 2009        | Miquel Vidal Perelló                                                                     | Periodista i escriptor                                                                    |
| 2009        | Associació d'Amics del Poble Sahrauí de les Illes Balears                                |                                                                                           |
| 2009        | Cambra de Comerç de Mallorca                                                             |                                                                                           |
| 2010        | Jaume Mir Ramis                                                                          | Escultor                                                                                  |
| 2010        | Felipe Moreno Rodríguez                                                                  | Fundador de l'Escola de Turisme Balear                                                    |
| 2010        | Andreu Ripoll i Muntaner                                                                 | Investigador espacial                                                                     |
| 2010        | Leonor Taboada Spinardi                                                                  | Sexòloga                                                                                  |
| 2010        | Biblioteca Diocesana de Mallorca                                                         |                                                                                           |
| 2010        | Fundació per a la Conservació del Voltor Negre                                           |                                                                                           |
| 2011        | Tummy Bestard                                                                            | Excònsol dels Estats Units a les Illes Balears                                            |
| 2011        | Agustí Villaronga Riutort                                                                | Cineasta                                                                                  |
| 2011        | Associació de Donants de Sang de Mallorca                                                |                                                                                           |
| 2012        | Pep Bonet                                                                                | Fotògraf                                                                                  |
| 2012        | Tren de Sóller                                                                           |                                                                                           |
| 2013        | Joan Carrero Saralegui                                                                   | Activista                                                                                 |
| 2013        | Antoni Niell Florit (*)                                                                  | President de la Federació d'Associacions de la Tercera Edat de la Part Forana de Mallorca |
| 2013        | Estel de Llevant                                                                         |                                                                                           |
| 2013        | Mallorca Daily Bulletin                                                                  |                                                                                           |
| 2014        | Pilar Bonnín Aguiló (*)                                                                  | Treballadora social                                                                       |
| 2014        | Toni Catany (*)                                                                          | Fotògraf                                                                                  |
| 2014        | Arxiduc Lluís Salvador d'Àustria (*)                                                     |                                                                                           |
| 2014        | Rafael Nadal Nadal                                                                       | Músic                                                                                     |
| 2014        | Joan Parera Mezquida                                                                     | Director d'UNAC-Balears                                                                   |
| 2014        | Antoni Quetgles Darder                                                                   | Missioner                                                                                 |
| 2014        | Luis Ignacio Ramallo Massanet                                                            | President de la Comissió Nacional Espanyola de Cooperació amb la UNESCO                   |
| 2014        | Guàrdia Civil                                                                            |                                                                                           |
| 2014        | Hospital General                                                                         |                                                                                           |
| 2014        | Mater Misericordiae                                                                      |                                                                                           |
| 2015        | Josep Maria Casasnovas Despujol (*)                                                      | Jesuïta                                                                                   |
| 2015        | Guillem Fullana i Hada d'Efak (*)                                                        | Músic i escriptor                                                                         |
| 2015        | Aina Moll Marquès                                                                        | Filòloga                                                                                  |
| 2015        | Antoni Maria Alcover i Sureda (Institució pública)                                       |                                                                                           |
| 2015        | Col·lectiu de dones de Llevant                                                           |                                                                                           |
| 2015        | Escola de Música i Danses de Mallorca                                                    |                                                                                           |
| 2016        | Gabriel Barceló i Bover                                                                  | Escriptor                                                                                 |
| 2016        | Maria Carbonero Barceló                                                                  | Pintora                                                                                   |
| 2016        | Climent Garau Arbona (*)                                                                 | Polític i activista cultural                                                              |
| 2016        | Maria Antònia Oliver Cabrer                                                              | Escriptora                                                                                |
| 2016        | Lluís Salom (*)                                                                          | Pilot de motociclisme                                                                     |
| 2016        | Bartomeu Suau Serra                                                                      | Sacerdot i activista social                                                               |
| 2016        | Agrupació Aires de Muntanya                                                              |                                                                                           |
| 2016        | RCD Mallorca                                                                             |                                                                                           |
| 2017        | Antoni Torrens i Gost                                                                    | Músic i promotor cultural                                                                 |
| 2017        | Associació de Persones Sordes de Mallorca                                                |                                                                                           |
| 2017        | CIDE                                                                                     |                                                                                           |
| 2017        | Fundació Patronat Obrer de Sant Josep                                                    |                                                                                           |
| 2017        | Grup d'Investigació en estudis de gènere de la Universitat de les Illes Balears          |                                                                                           |
| 2018        | Emilio de la Cámara                                                                      | Esportista                                                                                |
| 2018        | Víctor Guerrero Ayuso                                                                    | Arqueòleg                                                                                 |
| 2018        | Francisca Mas Busquets                                                                   | Advocada i exdirectora de l'Institut Balear de la Dona                                    |
| 2018        | Isabel Peñarrubia Marquès                                                                | Historiadora                                                                              |
| 2018        | Joan Riera Ferrari                                                                       | Pintor i escultor                                                                         |
| 2018        | Banda de Música de Montuïri                                                              |                                                                                           |
| 2018        | Centre Cultural d'Andratx                                                                |                                                                                           |
| 2018        | Club Deportiu Consell                                                                    |                                                                                           |
| 2018        | Col·legi Sant Agustí                                                                     |                                                                                           |
| 2018        | Fons Mallorquí de Solidaritat i Cooperació                                               |                                                                                           |
| 2018        | Unió General de Treballadors i Comissions Obreres                                        |                                                                                           |
| 2018        | Última Hora                                                                              |                                                                                           |
| 2019        | Gabriel Riera i Sorell                                                                   | Supervivent de la repressió franquista                                                    |
| 2019        | Margalida Maria Riutort Cloquell                                                         | Treballadora social                                                                       |
| 2019        | Rosa Togores Solivellas                                                                  | Treballadora social                                                                       |
| 2019        | Associació d'Amics dels Molins                                                           |                                                                                           |
| 2019        | Fundació Guillem Cifre de Colonya                                                        |                                                                                           |
| 2019        | Telèfon de l'Esperança                                                                   |                                                                                           |
| 2019        | Universitat de les Illes Balears                                                         |                                                                                           |
| 2020        | Pere Comas Barceló (*)                                                                   | Periodista                                                                                |
| 2020        | Rafel Covas Femenia                                                                      | Policia tutor                                                                             |
| 2020        | Fèlix Grases Freixedas                                                                   | Científic, investigador i catedràtic de Química de la UIB                                 |
| 2020        | Magdalena Rigo Lliteras (*)                                                              | Primera dona bomber d'Espanya                                                             |
| 2020        | Banda de Música de Felanitx                                                              | Agrupació musical                                                                         |
| 2020        | Merceria Ca n'Àngela                                                                     | Comerç emblemàtic                                                                         |
| 2021        | Orfeó l'Harpa d'Inca                                                                     | Coral en actiu més antiga de Mallorca                                                     |
| 2021        | Associació Pa i Mel                                                                      | Entitat sense ànim de lucre                                                               |
| 2021        | Maria Vich Nadal                                                                         | Pintora                                                                                   |
| 2021        | La Veneciana                                                                             | Comerç emblemàtic                                                                         |
| 2021        | Espanya Hoquei Club                                                                      | Club esportiu                                                                             |
| 2021        | Collidores de la Serra de Tramuntana                                                     |                                                                                           |
| 2022        | Antonio María de Lacy Fortuny                                                            | Cirugià                                                                                   |
| 2022        | Club Esportiu Constància                                                                 | Club esportiu                                                                             |
| 2022        | Josefina Colom Morey                                                                     |                                                                                           |
| 2022        | Can Pomar                                                                                | Comerç emblemàtic                                                                         |
| 2022        | Can Joan de s'Aigo                                                                       | Comerç emblemàtic                                                                         |
| 2022        | La cooperativa d'ensenyament Gianni Rodari                                               |                                                                                           |
| 2023        | Cata Coll                                                                                | Esportista                                                                                |
| 2023        | Mariona Caldentey                                                                        | Esportista                                                                                |
| 2023        | Manuela Alcover i Lladó                                                                  | Docent                                                                                    |
| 2023        | Bernat Vidal i Tomàs (*)                                                                 | Farmacèutic, escriptor i historiador                                                      |
| 2023        | Joan Antoni Horrach Moyà (*)                                                             | Galerista                                                                                 |
| 2023        | Pedro Fuentes (*)                                                                        | Tenor                                                                                     |
| 2023        | Gabriel Sampol (*)                                                                       | President del Grup Sampol                                                                 |
| 2023        | Gaspar Riera i Moragues (*)                                                              | Pintor                                                                                    |
| 2023        | Begudes Puig                                                                             | Empresa familiar                                                                          |
| 2023        | Ses Madones de sa Llata                                                                  |                                                                                           |
| 2023        | Federació d’Entitats d’Atenció a la Infància i Adolescència de les Illes Balears (FEIAB) |                                                                                           |
| 2023        | Universitat Nacional d'Educació a Distància (UNED)                                       |                                                                                           |
| 2023        | Tafona de Can Det de Sóller                                                              |                                                                                           |
| 2024        | Abdón Prats Bastidas                                                                     | Esportista                                                                                |
| 2024        | Remigia Caubet González (*)                                                              | Escultora                                                                                 |
| 2024        | Sociedad de Ciencias Aranzadi                                                            | Associació científica                                                                     |
| 2024        | Festival de Pollença                                                                     |                                                                                           |
| 2024        | EAPN - Illes Balears. Xarxa per la Inclusió Social                                       |                                                                                           |
| 2024        | Ca Madò Bet dels Siurells                                                                |                                                                                           |

(*) Entregada a títol pòstum 

(**) No es va fer entrega pels atemptats de l'11-M